# Rocky Moran
Rocky Moran (Pasadena, California; 3 de febrero de 1950 – 25 de septiembre de 2024) fue un piloto de carrera estadounidense especialista en la Champ Car ganador de las 24 Horas de Daytona en 1993 y era el padre del también piloto de carreras Rocky Moran Jr., que inauguró el Moran Raceway en Beaumont, California en junio de 2003.

## Resultados
| Año  | Equipo                   | 1      | 2     | 3        | 4         | 5       | 6      | 7      | 8      | 9     | 10     | 11     | 12     | 13      | 14     | 15     | 16     | 17     | #   | Puntos | Ref    |
| ---- | ------------------------ | ------ | ----- | -------- | --------- | ------- | ------ | ------ | ------ | ----- | ------ | ------ | ------ | ------- | ------ | ------ | ------ | ------ | --- | ------ | ------ |
| 1981 | All American Racers      | PHX    | MIL   | ATL      | ATL       | MCH     | RIV    | MIL    | MCH    | WGL 6 | MEX    | PHX    |        |         |        |        |        |        | 26° | 16     | [ 5 ]  |
| 1985 | Leader Card Racing       | LBH 15 | INDY  | MIL      | POR DNQ   | MEA DNQ | CLE    | MCH    | ROA    | POC   | MDO    | SAN    | MCH    | LAG     | PHX    | MIA    |        |        | 45° | 0      | [ 6 ]  |
| 1986 | Gohr Racing              | PHX    | LBH   | INDY     | MIL       | POR     | MEA 13 | CLE 16 | TOR    | MCH   | POC 25 | MDO 25 | SAN    | MCH DNQ | ROA 21 | LAG 15 | PHX 21 | MIA 16 | 36° | 0      | [ 7 ]  |
| 1987 | Gohr Racing              | LBH 13 | PHX   |          |           |         |        |        |        |       |        |        |        |         |        |        |        |        | 39° | 0      | [ 8 ]  |
| 1987 | Walther                  |        |       | INDY DNQ | MIL       | POR     | MEA    | CLE    | TOR    | MCH   | POC    | ROA    | MDO    | NAZ     | LAG    | MIA    |        |        | 39° | 0      | [ 8 ]  |
| 1988 | Gohr Racing              | PHX    | LBH 6 |          | MIL       | POR 13  | CLE 22 | TOR 12 | MEA 15 | MCH   | POC    | MDO 13 | ROA 17 | NAZ     | LAG 28 | MIA 13 |        |        | 25° | 9      | [ 9 ]  |
| 1988 | A. J. Foyt Enterprises   |        |       | INDY 16  |           |         |        |        |        |       |        |        |        |         |        |        |        |        | 25° | 9      | [ 9 ]  |
| 1989 | Curb Racing              | PHX    | LBH   | INDY 14  | MIL       | DET     | POR    | CLE    | MEA    | TOR   | MCH    | POC    | MDO    | ROA     | NAZ    |        |        |        | 38° | 0      | [ 10 ] |
| 1989 | A. J. Foyt Enterprises   |        |       |          |           |         |        |        |        |       |        |        |        |         |        | LAG 28 |        |        | 38° | 0      | [ 10 ] |
| 1990 | Gohr Racing              | PHX    | LBH   | INDY 25  | MIL       | DET     | POR    | CLE    | MEA    | TOR   | MCH    | DEN    | VAN    | MDO     | ROA    | NAZ    | LAG    |        | 43° | 0      | [ 11 ] |
| 1992 | Menard Racing            | SRF    | PHX   | LBH      | INDY DNQ  | DET     | POR    | MIL    | NHA    | TOR   | MCH    | CLE    | ROA    | VAN     | MDO    | NAZ    | LAG    |        | NC  | -      | [ 12 ] |
| 1993 | Team Losi                | SRF    | PHX   | LBH      | INDY DNQ  | MIL     | DET    | POR    | CLE    | TOR   | MCH    | NHA    | ROA    | VAN     | MDO    | NAZ    | LAG    |        | NC  | -      | [ 13 ] |
| 1994 | Burns Adcox Motor Sports | SRF    | PHX   | LBH      | INDY Wth1 | MIL     | DET    | POR    | CLE    | TOR   | MCH    | MDO    | NHA    | VAN     | ROA    | NAZ    | LAG    |        | NC  | -      | [ 14 ] |

- 1 No participó

## Muerte
Moran murió de cáncer el 25 de septiembre de 2024 a los 74 años.